# 北平电话北局旧址
北平电话北局旧址，位于北京市东城区东黄城根北街14号。

## 简介
1925年5月17日，北平电话局购买了东皇城根的一块土地，预备在这里兴建电话局。但因多种原因，直至1939年6月才动工兴建。1940年7月21日，一座伞顶灰色二层小楼在东皇城根建起。该电话局被命名为“北局”，由于局号为4，所以也叫“4局”。1982年1月，北京市的各个电话局统一由局号代称改用地名命名，北局（4局）遂被更名为“东皇城根电话分局”。后来又更名为“北京皇城根电话局”。